# Thomson TO8
Thomson TO8 — IBM-PC-совместимый компьютер, выпущенный Thomson computers в 1986 году.

## Описание
Заменил предыдущую модель Thomson TO7/70, оставаясь при этом в основном совместимым с оной. Новые функции TO8, такие как увеличенный объём оперативной памяти (256 КБ) и улучшенные графические режимы (благодаря графическому чипу Thomson EF9369), присутствуют и в других компьютерах Thomson третьего поколения (MO6 и TO9+). TO8 имеет ленточный накопитель и Microsoft BASIC 1.0 (в стандартной версии и версии 512 КБ) во внутреннем ПЗУ, а также опциональный внешний дисковод. Графические возможности позволяют отображать 16 цветов из палитры 4096 цветов. Дополненная версия, Thomson TO8D, включала встроенный 3,5-дюймовый дисковод.
Для этого компьютера выпущено или адаптировано более 120 компьютерных игр.